# 凌河区
凌河区（りょうが-く）は中華人民共和国遼寧省錦州市に位置する市轄区。

## 行政区画
11街道弁事処を管轄する。
- 街道弁事所：正大街道、石橋子街道、竜江街道、榴花街道、鉄新街道、凌安街道、菊園街道、康寧街道、錦鉄街道、馬家窪子街道、紫荊街道

## 交通

### 鉄道
- 錦州駅